# Jørgen Leth
Jørgen Leth (14 de junio de 1937) es un poeta y director de películas danés considerado una figura de importancia en la creación de documentales experimentales. Los más notables son su documental A Sunday in Hell (1977) y su corto surrealista The Perfect Human (1968). También es un comentarista deportivo para la televisión danesa y es representado por la compañía productora Sunset Productions.

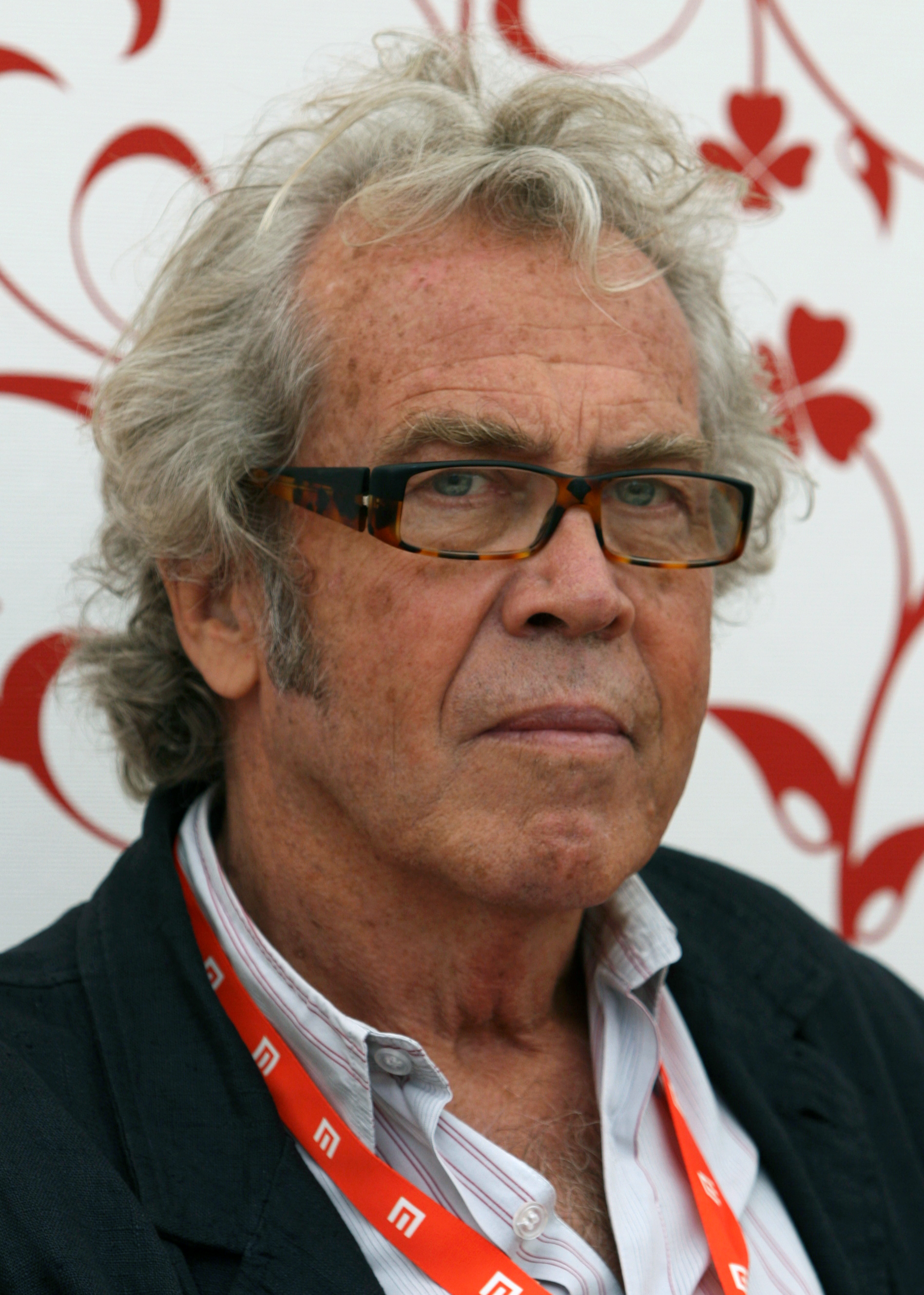
Jørgen Leth

## Vida personal
Nacido el 14 de junio de 1937 en Aarhus, Dinamarca, estudió literatura y antropología en Aarhus y Copenhague, y fue crítico de cultura (jazz, teatro, cine) para importantes periódicos daneses desde 1959 hasta 1968. Su interés en el antropólogo Bronisław Malinowski tuvo una profunda influencia en su trabajo. Viajó por África (1961), Sudamérica e India (1966) y el Sudeste Asiáticao (1970–71). Su primer libro fue publicado en 1962. Ha escrito 10 volúmenes de poesía y 8 libros de no ficción.
Leth se casó tres veces y tuvo cuatro hijos: Asger (director cinematográfico), Karoline, Kristian y Tomas.
Se mudó a Haití a fines de los años 80 y considera a ese país como su segunda casa. Vivió en Jacmel desde 1991 hasta 2010, cuando el terremoto de Haití destruyó la casa que alquilaba y la mayoría de sus bienes. Hasta 2013, Leth continuaba viviendo en Haití seis meses por año, pero con amigos en la costa norte.

## Carrera cinematográfica
Leth realizó su primera película en 1963 y desde entonces ha hecho 40 más, muchas de ellas distribuidas mundialmente. Su película más aclamada es el corto de 1968, The Perfect Human, el cual también fue incluido en la película The Five Obstructions dirigida por Leth and Lars von Trier en 2003. Los documentales deportivos de Leth aportan una dimensión épica, casi mítica, tal como puede verse en Stars and Watercarriers (Stjernerne og Vandbærerne) (1973) y en A Sunday in Hell (En forårsdag i helvede) (1977).
Ha sido consultor creativo del Instituto de Cine Danés (1971–73, 1975–77) y presidente del consejo de dicho instituto (1977–82). También ha sido profesor en la Escuela Nacional de Cine de Dinamarca en Copenhague, en el State Studiocenter en Oslo y ha dado clases en UCLA, Berkeley, Harvard y otras universidades estadounidenses.
En 1999 fue designado Cónsul Honorario de Dinamarca en Haití.

## Honores
Muestras retrospectivas de su trabajo se han llevado a cabo en el National Film Theatre de Londres (1989), in Ruan, Francia (1990), en el American Film Institute de [Washington D. C.]] (1992), en Bombay, India (1996), Nueva York (2002), São Paulo (2003, 2008), Toronto (2004), Florencia (2005), Roma (2006), Varsovia (2008), Teherán (2008) y en el Festival Internacional de Cine de Atenas en Atenas (2009).

## Filmografía de Jørgen Leth
- Stopforbud, 1963
- Look Forward to a Bright Future, 1961
- The Perfect Human, 1967
- Near Heaven, Near Earth, 1968
- Ophelia’s Flowers, 1969
- Motion Picture, 1970
- The Search, 1970
- The Deergarden, the Romantic Forest, 1970
- Chinese Table-tennis, 1970
- Life in Denmark, 1971
- Stars and Watercarriers, 1973
- Klaus Rifbjerg, 1974
- Good and Evil, 1974
- A Sunday in Hell, 1977
- Peter Martins - A Dancer, 1978
- Kalule, 1979
- Dancing Bournonville, 1979
- 66 Scenes from America, 1981
- Step on Silence, 1981
- Pelota, 1983
- Haiti Express, 1983
- Moments of Play, 1986
- Notebook from China, 1986
- Notes on Love, 1989
- Danish Literature, 1989
- Traberg, 1992
- Michael Laudrup - A Football Player, 1993
- Haiti, Untitled, 1996
- I'm Alive - Soren Ulrik Thomsen, Poet, 1999
- Dreamers, 2002
- New Scenes from America, 2002
- The Five Obstructions (con Lars von Trier), 2003
- Aarhus (2005)